# Лассі Борис Петрович
Лассі Борис Петрович (рос. Ласси, Борис Петрович; нар. 1737, Лімерик — пом. січень 1820, Гродно) — російський воєначальник, генерал від інфантерії, герой штурмів Ізмаїла і Праги; Казанський військовий губернатор (1797—1798), Литовський (Віленський) генерал-губернатор (1798—1799).

## Біографія
Отримав виховання в ірландському жіночому монастирі. Служив в австрійській армії. У 1762 році прийнятий в російську армію в чині поручика, в повагу до заслуг фельдмаршала Лассі на інший день проведений в капітани і зарахований в Азовський піхотний полк. У складі полку брав участь у військових діях у Польщі та Литві (1763—1764) та у війні з Туреччиною (1769—1774).
- взяття Хотина (1769),
- битва при Ларзі (7 [18] липня 1770; За відзнаку проведений в секунд-майори);
- будучи переведеним в Бутирський піхотний полк, брав участь у взятті Браїлова (1770) і в битві під Мечином (1771);
- у 1771 році проведений в прем'єр-майори і переведений в Ростовський піхотний полк, в 1773 році проведений в підполковники і призначений командиром єгерського батальйону в корпусі графа І. П. Салтикова; в 1774 році брав участь у штурмі Рущука.

З 1776 р. служив у Криму. Командуючи одним з гренадерських батальйонів, у 1777 році під час повстання татар відстояв госпіталь у Бахчисараї. У 1779 році проведений в полковники і призначений командиром Углицького піхотного полку. У 1787 році проведений в бригадири, в 1788 — в генерал-майори. Брав участь у війні з Туреччиною:
- у складі Української армії графа П. О. Рум'янцева в бою при с. Конгурі (поблизу Бендер) командував однією з трьох колон, відбив наступ турецької кінноти;
- у 1789 році командував бригадою з Московського і Сибірського гренадерських полків; в 1790 році призначений шефом Катеринославського єгерського корпусу, йому ж був підпорядкований і Білоруський єгерський корпус;
- На чолі цих корпусів брав участь в штурмі Ізмаїла під командуванням О. В. Суворова; командуючи 2-ї штурмової колоною, повів її не на куртину у Бросських воріт, а щоб уникнути перехресного вогню, — на сусідній бастіон (Мустафа-паша) і першим підійшов до фортеці; о 5 год 30 хв ранку двинув колону на штурм, в 6 годин ранку його війська вже піднялися на вали і до полудня першими дійшли до середини міста, де штурмом взяли монастир; отримавши поранення в руку, Б. П. Лассі не залишив колону до кінця бою.

У 1792—1793 роках відвідав Ірландію.
У війну з Польщею в 1794 році брав участь у перемозі над військами Костюшка під Вільною і Слонімом; під час штурму Праги командував 1-ю штурмовою колоною, був поранений в плече.
До 22 листопада 1796 року — шеф Катеринославського єгерського корпусу, в 1795 році проведений в генерал-поручники; з 1796 року — шеф Рязанського кірасирського полку.
З 1797 року — Казанський військовий губернатор і шеф Казанського гарнізонного полку, з травня 1798 року — начальник Оренбурзької інспекції; в 1798 році проведений в генерали від інфантерії.
З листопада 1798 року — інспектор піхоти Литовської інспекції, з 18 листопада — шеф Мурманського мушкетерського полку, з 27 листопада — шеф Псковського мушкетерського полку, з 18 грудня — інспектор Смоленської інспекції; з 16 січня 1799 року — головнокомандувач армією, розташованої по Балтійському узбережжю (між Балтійським морем і Брест-Литовському).
У 1799 році впав у немилість Павла I: у липні йому було оголошено Монарше неблаговолення за подання до прийняття в службу відставленого від неї генерала Беннігсена, в жовтні того ж року звільнений у відставку.
У 1805 році в якості приватної особи був посланий до Неаполя з секретним дорученням; в липні того ж року знову визначений в службу і призначений головнокомандувачем з'єднаннями російських, англійських і неаполітанських військ, зібраних для захисту Неаполітанського королівства. Внаслідок поразки союзницьких військ під Ульмом і Аустерліцем підлеглі йому в Неаполі війська в бойових діях не брали участь; в 1806 році Б. П. Лассі повернувся в Росію через Константинополь. Жив у своєму Гродненському маєтку Августово, де і помер у 1820 році.